# Анджера
Анджера (італ. Angera, п'єм. Angera) — муніципалітет в Італії, у регіоні Ломбардія, провінція Варезе.
Анджера розташована на відстані близько 540 км на північний захід від Рима, 60 км на північний захід від Мілана, 21 км на захід від Варезе.
Населення — 5653 особи (2014).

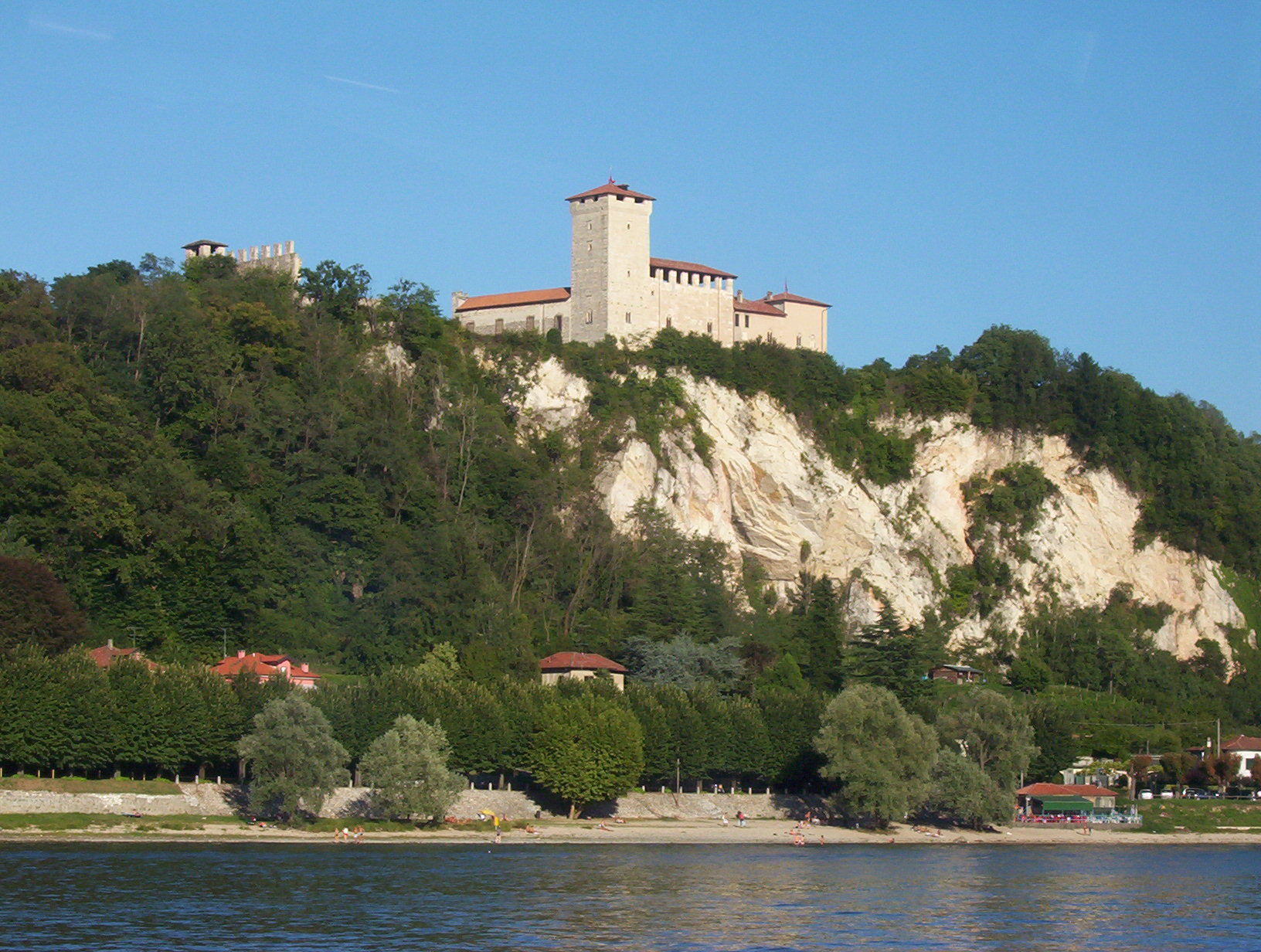

Щорічний фестиваль відбувається 15 серпня. Покровителька — Богородиця Небовзята.

## Демографія
Населення за роками:

Станом на 1 січня 2023 року в муніципалітеті офіційно проживало 530 іноземців з 57 країн, серед них 230 громадян країн Євросоюзу та 81 громадянин України.

## Сусідні муніципалітети
- Арона
- Кадреццате
- Дормеллетто
- Іспра
- Мейна
- Ранко
- Сесто-Календе
- Таїно